# Стамо Урумов
Стамо Гогов Урумов с псевдоними Стефан и Стефансон е български революционер, деец на Вътрешната македонска революционна организация в Дедеагачко.

## Биография
Урумов е роден в 1880 година в дедеагачкото село Окуф, тогава в Османската империя, днес Ликофос, Гърция. Завършва Одринската семинария и в 1891 - 1892 година става учител в родното си село. През март 1893 година заминава за България и започва работа в Дирекцията на пощите и телеграфите в София. Влиза във ВМОРО и оказва ценни услуги на организацията като телеграфист, като се ползва с доверието на Гоце Делчев, Гьорче Петров и Борис Сарафов. Включва се в дейността на дружество „Родопи“, клон на дружество „Странджа“, и е негов секретар.
През 1897 година е изпратен от задграничния представител Гьорче Петров на мисия в Дедагачко за закрепване на организацията и за проверяване дали може да се отвлече богатия левантиец Фемерели, който има чифлик при турското село Шеинлар. Пристига в родното си село на 1 февруари. Посещава Балъкьой, където покръства братовчед си Киро Насрадинов, и Торбали, където покръства Недялко Каранталиев и Георги Димов чорбаджи Пеев. Среща се с Георги Маринов в Дедеагач и двамата стигат до извода, че отвличането би било вредно за организацията. После двамата посещават Дервент, където в къщата на Димитър Органджиев организират революционен комитет. Притиснат от властите, обаче е принуден да се върне в България. В София докладва на Гьорче Петров, че отвличането е вредно.
През 1901 година Урумов съхранява откупа от аферата „Мис Стоун“. След Илинденско-Преображенското въстание Урумов продължава да развива революционна дейност в Дедагачко, като се опитва да постави движението изключително в ръцете на местни хора. Работи като телеграфист в Стара Загора и завежда фабриката за бомби на ВМОРО в града в 1902 – 1903 година.
През 1907 година е сред основателите на Съюза на одринските братства и става негов касиер. Поддържа със собствени средства издаването на вестник „Одрински глас“ от Ангел Попкиров.